# Mohamed Machfar
Scheich Mohamed Machfar (arabisch محمد مشفر‎); (* 25. September 1962 in Halfaouine, Tunesien) ist ein tunesischer islamischer Geistlicher. Er ist Imam Chatib der Moschee El Moez (بجامع المعزّ) von El Menzah in Tunis.

## Leben
Machfar gestaltet ein religiöses TV-Programm bei Radio Zitouna (arabisch إذاعة الزيتونة), das von Sakhr el-Materi, dem Schwiegersohn des ehemaligen tunesischen Präsidenten Zine el-Abidine Ben Ali, ins Leben gerufen wurde. Er galt als eines der Symbole des abgesetzten Regimes. Er gestaltete als Fernsehprediger auch viele Sendungen bei TV 7. Er hat sich auf die sieben und zehn Lesarten des Korans und die Koranrezitation spezialisiert.
Er zählt zu den Vertretern der asch'aritischen Theologieschule (arabisch أشعرية / As̲h̲ʿariyya).

## Video
- Cheikh Mohamed Machfar TV7 19.Ramadhan 1431-2010 – youtube.com